# Europäischer transsonischer Windkanal

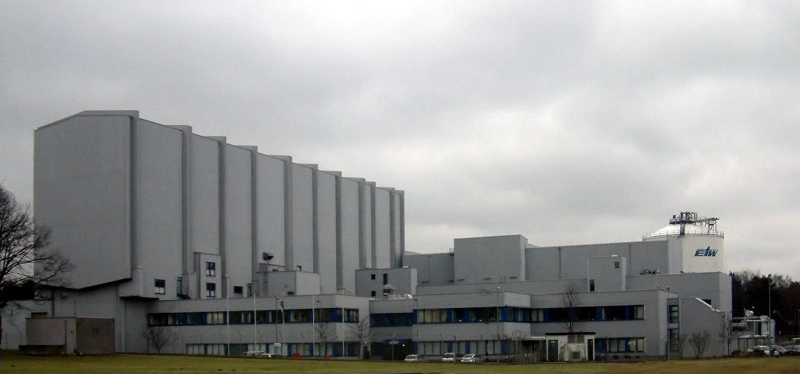
ETW in Köln

Der Europäische transsonische Windkanal (ETW, englisch European Transonic Windtunnel) ist eine Versuchs- und Simulationsanlage, die die Möglichkeit bietet, unter anderem Flugzeugmodelle unter annähernd realen Flugbedingungen zu testen. Er befindet sich in an der Ernst-Mach-Straße in Köln in direkter Nachbarschaft zum Deutschen Zentrum für Luft- und Raumfahrt (DLR).
Die Einrichtung wurde in Zusammenarbeit des Office national d’études et de recherches aérospatiales (ONERA, Frankreich), des Department of Trade and Industry (DTI, Großbritannien), des Nationaal Lucht- en Ruimtevaartlaboratoriume (NLR, Niederlande) und des Deutschen Zentrums für Luft- und Raumfahrt aufgebaut und seit seiner Fertigstellung 1992 von diesen betrieben. 2012 stieg das französische ONERA aus dem Projekt aus.

## Eigenschaften
Der Windkanal erlaubt Windkanalmessungen bei tiefen Temperaturen (−163 °C bis 40 °C), hohen Drücken (1,15–4,5 bar), hohen Windgeschwindigkeiten (0,15–1,35 Mach) bei schnellem Wechsel der Testmodelle (bis zu 3 Testkampagnen/Tag).
Er erreicht Reynolds-Zahlen von bis zu 50 Mio. für Vollmodelle und 85 Mio. für Halbmodelle. Die Messstrecke hat einen rechteckigen Querschnitt von 2,4 m (Breite) × 2 m (Höhe), was Modelle von etwa 1,5 m Flügelspannweite (Vollmodelle) bzw. Halbspannweite (Halbmodelle) erlaubt.
Durch die separate Regelung von Druck, Temperatur und Geschwindigkeit können Machzahl, Reynoldszahl und Staudruck getrennt voneinander gesteuert werden. Dies erlaubt die isolierte Betrachtung der Auswirkungen von Kompressibilität, Modelldeformation und der Skalierung. Neben dem ETW gibt es nur noch einen Windkanal in den USA mit vergleichbaren Eigenschaften: Den NTF (National Transonic Facility) der NASA am Langley Research Center.

## Betrieb
Das Office national d’études et de recherches aérospatiales (ONERA, Frankreich), das Department of Trade and Industry (Vereinigtes Königreich) (DTI, Großbritannien), das Nationaal Lucht- en Ruimtevaartlaboratoriume (NLR, Niederlande) und das Deutsche Zentrum für Luft- und Raumfahrt (DLR, Deutschland) betrieben den ETW gemeinsam. Sie waren mit den Anteilen von 31 % (F), 31 % (GB), 7 % (NL) und 31 % (D) beteiligt. Die aktuellen Teilhaber der European Transonic Windtunnel GmbH sind das DLR mit 45 %, BIS und QinetiQ mit zusammen 45 % und NLR mit 10 %, nachdem Frankreich im Jahr 2012 aus dem Verbund ausstieg.